# Groupe radical, républicain, démocrate et progressiste
Ne doit pas être confondu avec Groupe radical, citoyen et vert.
Le groupe radical, républicain, démocrate et progressiste (RRDP) est un groupe parlementaire français de centre gauche ayant existé à l'Assemblée nationale entre 2012 et 2017.

## Historique
Le groupe parlementaire est constitué  à l'Assemblée nationale le 26 juin 2012, jour de l'ouverture de la XIVe législature.
Il est créé à l'initiative du Parti radical de gauche (PRG), qui en constitue le socle avec neuf députés. Il réunit des personnalités appartenant à différentes sensibilités de gauche. Le groupe appartient à la majorité présidentielle et ses membres ont soutenu la candidature de François Hollande à l'élection présidentielle de 2012. C'est la deuxième fois que le PRG participe à la constitution d'un groupe parlementaire et y est majoritaire : le précédent est le groupe radical, citoyen et vert (RCV) durant la XIe législature (1997-2002), et qui était membre de la Majorité plurielle.
Il est composé à sa création des 12 députés élus sous l'étiquette du Parti radical de gauche, d'un député socialiste, d'un des deux élus du Mouvement démocrate et du seul élu du Mouvement unitaire progressiste pour un effectif total de 15 députés. Son président est Roger-Gérard Schwartzenberg (PRG), député du Val-de-Marne et ancien ministre. 
Avec la confirmation de Sylvia Pinel au gouvernement, son suppléant socialiste, Jacques Moignard, siège au sein du groupe RRDP, afin de préserver l'existence du groupe, puisqu'un groupe parlementaire doit comporter au moins 15 membres.
Le 4 juillet 2012, Ary Chalus (GUSR), député de la Guadeloupe, annonce rejoindre le groupe RRDP. 
Le groupe s'agrandit à 17 membres le 11 mars 2014 avec le départ du groupe SRC de Jérôme Lambert, député de la Charente, qui reste toutefois membre du PS.
À la suite de la formation du gouvernement Valls, Thierry Braillard (PRG) est nommé secrétaire d'État ; Gilda Hobert (DVG), sa suppléante le remplace le 10 mai 2014 et rejoint le groupe RRDP. Nommée également secrétaire d'État, Annick Girardin est remplacée par son nouveau suppléant, Stéphane Claireaux (PRG / Cap sur l'avenir), qui devient député et membre du groupe RRDP le 30 juillet 2014.
Le 24 janvier 2015, Jean-Pierre Maggi, jusque-là membre du groupe socialiste (SRC), rejoint officiellement le groupe RRDP après avoir déclaré en novembre 2014 son rattachement au PRG, dans le cadre de la législation sur le financement de la vie publique. Le groupe compte à cette date 18 députés.
À l'issue des élections législatives de 2017, le groupe n'atteint plus le seuil des quinze députés nécessaires. Il est préservé un temps sous la forme d'une association, avant d'être dissous le 21 décembre 2017.

## Présidence
| Portrait | Nom | Dates du mandat             | Dates du mandat | Législature  | Notes | |
| -------- | --- | --------------------------- | --------------- | ------------ | ----- | --- |
| 1        |     | Roger-Gérard Schwartzenberg | 17 juin 2012    | 20 juin 2017 | XIVe  | Député du Val-de-Marne, il est l'unique président du groupe dès sa création lors de la victoire de la gauche aux élections législatives de 2012, jusqu'à sa disparition en 2017. |

## Composition
Du 15 avril 2016 au 20 juin 2017 :
Députés Parti radical de gauche
- Gérard Charasse, député de l'Allier.
- Stéphane Claireaux, député de Saint-Pierre-et-Miquelon, suppléant d'Annick Girardin.
- Jeanine Dubié, députée des Hautes-Pyrénées.
- Joël Giraud, député des Hautes-Alpes.
- Gilda Hobert, députée du Rhône, suppléante de Thierry Braillard.
- Jacques Krabal, député de l'Aisne.
- Dominique Orliac, députée du Lot.
- Sylvia Pinel, députée de Tarn-et-Garonne.
- Stéphane Saint-André, député du Pas-de-Calais.
- Roger-Gérard Schwartzenberg, député du Val-de-Marne.
- Alain Tourret, député du Calvados.

Député MoDem
- Thierry Robert, député de La Réunion.

Député Mouvement des progressistes
- Jean-Noël Carpentier, député  du Val-d'Oise

Députés membres du Parti socialiste (2 sur 274)
- Jérôme Lambert, député de la Charente
- Jean-Pierre Maggi, député des Bouches-du-Rhône.

Député divers gauche
- Olivier Falorni, député de la Charente-Maritime[8].
- Paul Giacobbi, député de Haute-Corse, ayant quitté le PRG en cours de mandature[9].

Député Guadeloupe unie, socialisme et réalités
- Ary Chalus, député de la Guadeloupe[10].

Anciens membres :
- Thierry Braillard (PRG), député du Rhône (2012-2014).
- Annick Girardin (PRG), députée de Saint-Pierre-et-Miquelon  (2012-2014).
- Jacques Moignard (PS), député de Tarn-et-Garonne, suppléant de Sylvia Pinel[11]  (2012-2016).

## Identité visuelle

2012-2014
2015-2017